# Schizaphis rotundiventris
Schizaphis rotundiventris är en insektsart. Schizaphis rotundiventris ingår i släktet Schizaphis och familjen långrörsbladlöss. Inga underarter finns listade i Catalogue of Life.